# حركة فيز ماست فول

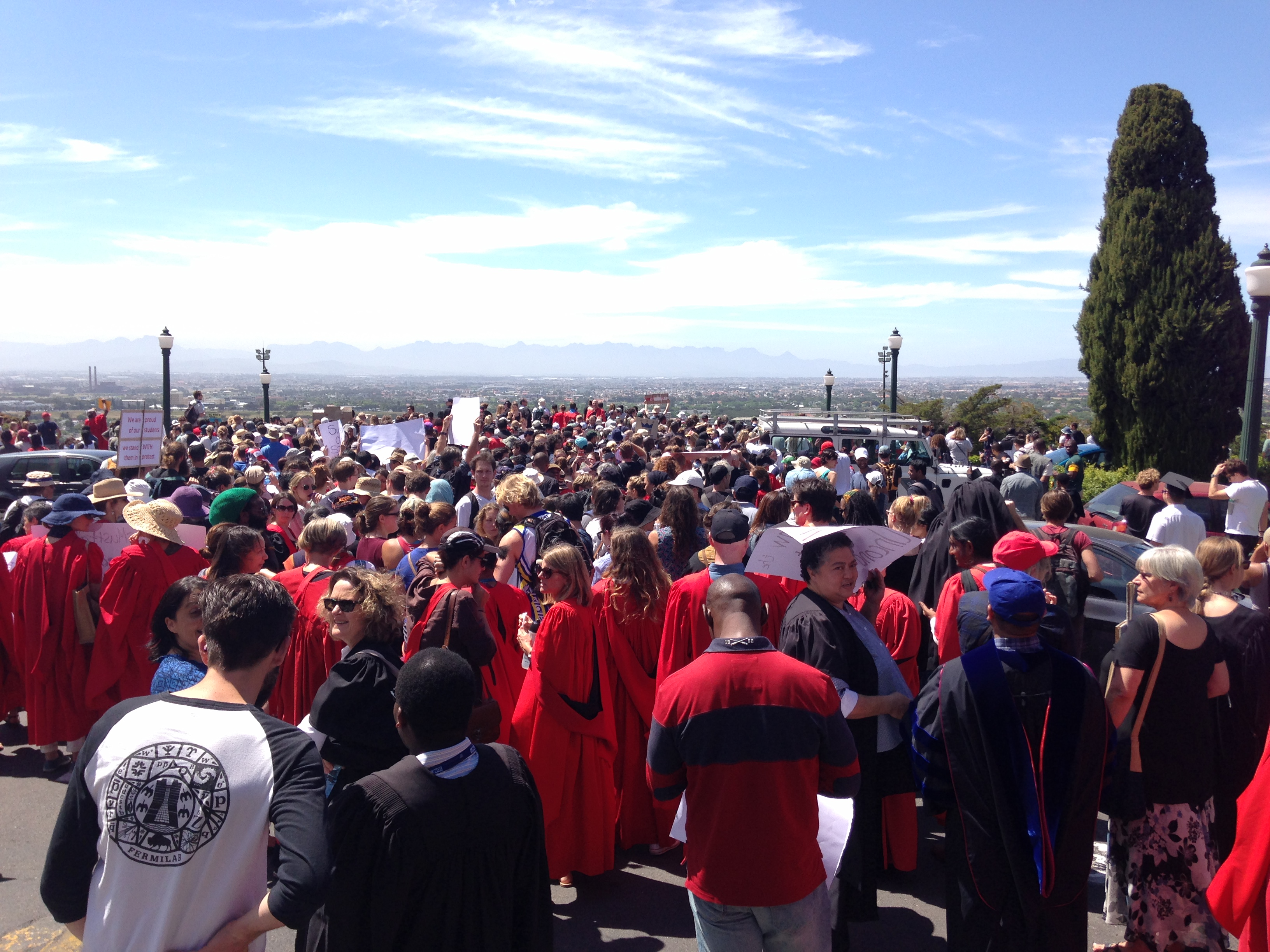
الطلاب المتظاهرون في جامعة كيب تاون في 23 أكتوبر 2015.

حركة فيز ماست فول هي عبارة عن حركة احتجاجية طلابية بدأت في جنوب أفريقيا في منتصف تشرين الأول أكتوبر من عام 2015 تمثلت أهدافها في إيقاف زيادة الرسوم الجامعية المفروضة على الطلاب إضافة إلى زيادة التمويل الحكومي للجامعات، وقد بدأت بقيادة رئيسة الهيئة الطلابية SRC في جامعة ويتواترسراند لعام 2015 شايرا كالا والتي حضرت في الثاني من تشرين الأول اجتماعها الأخير كرئيسة للهيئة برفقة نومبندولو كمرشح لرئاسة المجلس الطلابي لعام 2016.
انطلقت الاحتجاجات من جامعة ويتواترسراند لتنتشر إلى جامعة كيب تاون وجامعة رودس قبل أن تعم باقي جامعات البلاد، وقد انتهى احتجاج عام 2015 عندما أعلنت حكومة جنوب أفريقيا إلغاء الرسوم الدراسية الإضافية لعام 2016، إلا أنه قد عاد في العام التالي وذلك ردًا على إعلان وزير التعليم العالي في جنوب أفريقيا إعادة فرض زيادة على الرسوم بنسبة 8% لعام 2017، مع منح كل مؤسسة الحق في تقرير نسبة الرسوم الإضافية التي ستفرضها.
قدرت وزارة التعليم العالي في شهر تشرين الأول من عام 2016 الخسائر المترتبة نتيجة الاحتجاجات بما يقارب 600 مليون راند (أي ما يعادل 44,25 مليون دولار أميركي).

## الخلفية التاريخية
انطلقت الاحتجاجات بعد توقيف طالب لمدة ثلاثة أيام في حرم جامعة ويتواترسراند في الأسبوع الذي سبق إعلان الجامعة عن زيادة الرسوم بنسبة 10,5 % في العام التالي بالرغم من أن معدل التضخم لم يتجاوز 6% لنفس السنة.
صرح المدير المالي للجامعة بأن سبب الزيادة الكبيرة في الرسوم يعود لعدة عوامل هي:
1. انخفاض سعر صرف الراند مقابل الدولار بنحو 22% ما أدى بدوره إلى زيادة كبيرة في الأموال التي ستدفع للمكتبات، الصحف، المراجع الإلكترونية، أجهزة البحث العلمي التي يتم شراؤها بالدولار واليورو.
2. يتم تحديد زيادة رواتب الأكاديميين بنسبة 7% بناء على دورة مدتها ثلاث سنوات وهذه الزيادات ضرورية لضمان الاحتفاظ بأفضل العقول الفكرية في البلاد.
3. يبلغ معدل التضخم العام حوالي 6% ما يؤثر بدوره على جميع النفقات التي يترتب على الجامعة تغطيتها.
4. إن معدل زيادة المرافق يفوق بشكل كبير معدل التضخم.[5]

على الرغم من أن الاحتجاجات كانت موجهة نحو زيادة الرسوم، إلا أن هناك العديد من العوامل التي أطلقتها وكان منها نقص تمويل الطلبة الفقراء للالتحاق بالجامعة، ارتفاع رواتب مديري الجامعة، انخفاض التمويل الحكومي للتعليم العالي، إضافة إلى عدم وجود توجه مجتمعي نحو قضايا اللا مساواة الاجتماعية والاقتصادية والعرقية واسعة الانتشار.
قدّر نائب رئيس جامعة ويتواترسراند آدم حبيب أنه إذا استطاعت الحكومة أن توفر مبلغاً إضافياً قدره 8 مليارات راند «سيغطي ذلك الرسوم الدراسية لكل طالب في كل جامعة في البلاد».
تنفق جنوب أفريقيا 0,75% من الناتج المحلي الإجمالي على التعليم العالي وهو أقل من المتوسط الأفريقي أو العالمي.

## الجدول الزمني

### من الثاني عشر إلى التاسع عشر من تشرين الأول أكتوبر
في الرابع عشر من تشرين الأول أكتوبر من عام 2015 بدأ طلاب جامعة ويتواترسراند بالاحتجاج رداً على إعلان زيادة الرسوم بنسبة 10,5%، إذ أقام الطلاب بالإضافة إلى بعض الموظفين احتجاجاً أغلقوا فيه الجامعة. نتج عن ذلك موافقتها في السابع عشر من تشرين الأول على تأجيل زيادة الرسوم وإعادة التفاوض عليها واتخاذ قرار يقتضي بعدم ممارسة أي إجراء تأديبي ضد الطلاب أو الموظفين المشاركين في الاحتجاج.
وفي يوم الأحد الموافق للثامن عشر من تشرين الأول أكتوبر انتشرت رسائل على موقع فيسبوك تتحدث عن احتمال إغلاق حرم جامعة رودس.

### التاسع عشر من تشرين الأول أكتوبر
بينما بدأت بحلول يوم الاثنين الموافق التاسع عشر من أكتوبر مفاوضات جديدة بين الطلاب والجامعة في ويتواترسراند فقد امتدت احتجاجات مماثلة في اليوم ذاته إلى كل من جامعتي كيب تاون ورودس تقدمت على إثرها جامعة كيب تاون -التي كانت قد أعلنت قبل أسبوع من ذلك زيادة في الرسوم مقدارها 10,3%- بطلب للحصول على قرار من المحكمة لمنع هذه التظاهرات ضمن الجامعة، وقد بدأ الطلاب بإغلاق الطرق باستخدام الصخور، صناديق القمامة، والمقاعد لمنع حركة المركبات إلى الحرم الجامعي.
احتل الطلاب ضمن ما سمي حركة رودس ماست فول مبنى إدارة الجامعة وعليه استُدعيت شرطة مكافحة الشغب لتفريق المحتجين بالقوة مع اعتقال أكثر من 25 طالباً في وقت متأخر من الليل، يقال إن أكثر من ألف طالب اعتصموا ضمن مركز شرطة روندوبوش طوال الليل يطالبون بإطلاق سراح المعتقلين وقد اتخذ الطلاب من الجامعة حصناً لهم ومنعوا الآخرين من دخول الحرم الجامعي مستخدمين القوة. كذلك بدأ طلاب جامعة بريتوريا يخططون لإغلاق ثلاثة مبان ضمن الحرم الجامعي في الأربعاء الموافق للحادي والعشرين من أكتوبر.

### العشرون من تشرين الأول أكتوبر
في يوم الثلاثاء الموافق لعشرين من أكتوبر تجمع الطلاب في جامعة كيب تاون وتوجهوا نحو مركز الشرطة المحلي للمطالبة بإطلاق سراح الطلاب الذين اعتُقلوا في الليلة السابقة، كذلك قام طلاب جامعة كيب بينينسولا للتكنولوجيا بإغلاق الحرم الجامعي وهذا ما أقدم عليه طلاب جامعة فورت هير أيضاً إذ رفضوا تقديم امتحاناتهم حتى تعاملت إدارة الجامعة مع مخاوفهم حول زيادة الرسوم الجامعية وقضايا الفساد.
وبينما تابع طلاب جامعة رودس احتجاجهم قدم طلاب جامعة ستيلينبوش مذكرة إلى إدارة جامعتهم ذكروا فيها شكاويهم، أما طلاب جامعة ويتواترسراند فقد رفضوا التسوية التي اقترحتها جامعتهم والتي تضمنت تخفيض زيادة الرسوم إلى 6% وطالبوا بدلاً من ذلك بإلغاء هذه الزيادة.

### الحادي والعشرون من تشرين الأول أكتوبر
شكّل طلاب جامعتي كيب تاون وكيب بينينسولا حشدًا مكونًا من نحو 5000 شخص اتجهوا نحو برلمان جنوب أفريقيا وقد تزامن هذا المسير مع لقاء الجمعية الوطنية مع وزير التعليم العالي بلايد نزيماندي بحضور الرئيس جاكوب زوما والذي جاء بدوره للاستماع إلى خطة الميزانية متوسطة الأمد.
بعد خطاب وزير المالية حاول نزيماندي مخاطبة الحشد إلا أنه قوبل بالاستهجان الشديد من قبلهم ما اضطره إلى مغادرة هذا الاجتماع من المدخل الخلفي بينما نصح وزير المالية أعضاء المجلس الآخرين بالانتظار في مكاتبهم ريثما يهدأ الوسط.
اخترق المحتجون أبواب المحيط البرلماني وشرعوا في تنظيم اعتصام إلا أن شرطة مكافحة الشغب سرعان ما ضبطت الوضع وفرقت المحتجين مستخدمة بذلك القنابل المضيئة والصواعق الكهربائية والغاز الملون والدروع والهراوات.
حذرت الشرطة بعد إخلاء منطقة التظاهر وإغلاق الأبواب المحتجين من أنهم يخالفون القانون وذلك بانتهاكهم النقاط الوطنية الرئيسية كما أكدت على تهديدهم بالاعتقال في حال عدم تفرقهم خلال 15 دقيقة إلا أن المحتجين أصروا على موقفهم واستمروا بالاعتصام ما أدى إلى تنفيذ الشرطة ما توعدت به واعتقلت عدداً منهم وزُعم أن هؤلاء المتظاهرين الذين اعتُقلوا هم أشخاص مسجلون سابقاً كمثيرين للمشاكل. وفي ظل هذه الأحداث وجهت الصحافة النقد حول وجود شرطة الشغب.
في اليوم ذاته عقدت اجتماعات جماهيرية في جامعة ستيلينبوش ضد زيادة الرسوم كما بدأت احتجاجات أيضاً في جامعة نيلسون مانديلا في ميناء إليزابيث قام فيها الطلاب بإغلاق الطرق الرئيسية المؤدية إلى حرم سمرستراند وقد وقعت مواجهة واحدة مع الشرطة استُخدم فيها الغاز المسيل للدموع وإطلاق الرصاص المطاطي لرد الطلاب نحو الحرم الجامعي.

### الثاني والعشرون من تشرين الأول أكتوبر
شهدت جامعة جوهانسبرغ احتجاجات جرت خلالها مشاجرة بين الطلاب وحراس الأمن بينما قام طلاب جامعة فورت هير بإشعال النار عند مدخل الجامعة وتخريب مكاتب أمن الحرم الجامعي.
تظاهر طلاب جوهانسبرج ضمن مقر المؤتمر الوطني الأفريقي الحاكم (ANC) في لوتولي هاوس حيث قدموا مذكرة إلى الأمين العام لحزب المؤتمر الوطني الأفريقي غيدي مانتاشي بينما استمرت الاحتجاجات في كيب تاون حيث تجمع الطلاب ضمن محكمة الصلح المركزية لمشاهدة محاكمة 29 طالباً اعتقلوا في اليوم السابق خارج البرلمان.
وفي جامعة نيلسون مانديلا ميتروبوليتان NMMU تابع الطلاب احتجاجهم على الرغم من تأكيد الجامعة على استئناف فصولها في الثاني والعشرين من تشرين الأول أكتوبر من عام 2015 إذ تعطلت بعض الفصول التي حاول الموظفون والطلاب حضورها. وقد كان من المقرر عقد اجتماع ضمن استاد في الحرم الجامعي إلا أن الشائعات التي انتشرت عبر وسائل التواصل الاجتماعي عن وجود مكثف للشرطة ضمنه جعل الطلاب يتجنبون حضوره.
أصر الطلاب بعد ذلك على مقابلة نائب المستشار في مكان تجمعهم إلا أنه رفض مبرراً ذلك بمخاوف حول سلامة الناس، وبعد الاجتماع انتقل الطلاب إلى إغلاق طرق وصول المركبات إلى الحرم الجامعي والذي استمر حتى الساعة السادسة مساءً محاصرين بذلك بعض الطلاب والموظفين.

### الثالث والعشرون من تشرين الأول أكتوبر
في المملكة المتحدة تجمع نحو 200 طالب ضمن ميدان ترفلغار أمام المفوضية العليا لجنوب أفريقيا ليظهروا دعمهم للطلاب المحتجين في جنوب أفريقيا، كذلك دعت صحيفة كيب تاون اليومية المعروفة باسم كيب أرغوس الطلاب المشاركين في الاحتجاجات لتحرير الطبعة اليومية من الصحيفة. أما ضمن جامعة نيلسون مانديلا فقد تابع الطلاب إغلاقهم لمداخل الحرم الجامعي تبع ذلك انتشار حركة سلمية إلى حرم جامعي آخر.
التقى نواب رئيس الجامعة وممثلو الطلاب صباحاً بالرئيس جاكوب زوما في بريتوريا للتفاوض بشأن الحل وخلال اجتماعهم اعتصمت مجموعة كبيرة من الطلاب خارج مباني الاتحاد في انتظار رد زوما بينما أقدمت مجموعة صغيرة منهم على أعمال تخريبية ردت الشرطة عليها بالغاز المسيل للدموع، القنابل الصوتية، الرصاص المطاطي لكن البقية طالبوا بالانضباط مؤكدين أنه كان احتجاجاً سلمياً.
أعلن الرئيس من داخل مباني الاتحاد بعد الساعة الثالثة ظهراً بأنه لن تكون هناك زيادة على رسوم الجامعة في عام 2016 وفي حين أن هذا شكل انتصاراً للاحتجاج إلا أن المحتجين أظهروا استياءهم من عدم حديث الرئيس المباشر معهم وعندها حاول عدد منهم اقتحام المباني مطالبين بمقابلة الرئيس استخدمت الشرطة الرصاص المطاطي لإبعادهم إلا أنهم تابعوا احتجاجهم في الشوارع.
كانت إحدى نتائج حركة فيز ماست فول هو إنشاء لجنة للتحقيق في التعليم العالي والتدريب إذ أُطلقت في كانون الثاني من عام 2016 من قبل الرئيس جاكوب زوما وهدفت إلى الإبلاغ عن جدوى توفير تعليم عالي مجاني.

## التكلفة
قدّر قسم التعليم العالي والتدريب لجنوب أفريقيا الضرر الذي لحق بالجامعات خلال احتجاجات عام 2015 بما يقارب300 302 848.58   راند وقد نال حرم جامعة ماهيكونغ ضمن جامعة نورث ويست الحصة الأكبر من الضرر إذ وصلت تكلفة الأضرار حتى 151 مليون راند ناجمة عن عمليات الشغب التي شملت حرق المباني وإطلاق الطلاب للرصاص والتي سببت إغلاقها لمدة شهر.

## وحشية الشرطة
وصلت وحشية الشرطة على الطلاب إلى أعلى مستوياتها خلال احتجاجات فيز ماست فول حتى أن العديد من المصادر الصحفية ذكرت أنها تذكرهم بمذبحة شارب فيل.
لم تترد الشرطة التي نُشرت في جامعة ويتواترسراند خلال هذه الفترة من ممارسة الوحشية على الطلاب فاستخدمت القنابل الصوتية والرصاص المطاطي والغاز المسيل للدموع وخراطيم المياه لتفريق الطلاب على الجانب الشرقي من الحرم الجامعي. في الوقت الذي التزم بعض الطلاب الهدوء قام آخرون بعد ثلاثة أيام من احتجاج عام 2016 بالرد على هذه الوحشية برميهم بالحجارة.
كان آرثر موهيلو والذي شكل جزءاً من الفريق اللوجيستي وراء الحركة أحد أهداف الشرطة في عام 2016 إذ قادوه لساعات في السيارة لاستجوابه حول الحركة ومكان وجود قادة آخرين مثل شايرا كالا، أمسيبو دلاميني وفصيحة حسان.
تعرض كل قادة الحركة الاحتجاجية (في كل من عامي 2015 و2016) إلى إطلاق نار بالرصاص المطاطي وعلى وجه الخصوص رئيسة SRC المنتهية ولايتها عام 2015 شايرا كالا إذ أطلقت النار عليها تسع مرات بالرصاص المطاطي من مسافة قريبة عندما أدارت ظهرها للشرطة في طليعة الاحتجاجات.
خلال كل هذه الفترة المشددة من الوحشية ضد الطلاب أنكرت الشرطة هذه الادعاءات حول استهداف قادة الحركة، إذ صرح المتحدث باسم شرطة جنوب أفريقيا بأنه تم تبليغ الشرطة بالتالي «ممارسة أقصى درجات ضبط النفس والتصرف ضمن حدود القانون».
في الثامن عشر من تشرين الأول أكتوبر من عام 2016 قال الطلاب المتظاهرون في جامعة ويتوترسراند إن ضباط الشرطة كانوا يستهدفون القادة لإضعاف الحركة وانتشرت مزاعم عن اختطاف طلاب وإساءة معاملتهم ثم إلقائهم في نهر ليمبوبو، فقد اعتُقل الطالب آرثر موهيلو من قبل الشرطة يوم الأحد إذ قاموا باختطافه ثم قادوه لساعات بينما كان القادة الطلاب يبحثون عنه في مخافر شرطة هيلبرو وجيبي وكليفلاند.
أدرك آرثر أنه في خطر إذ كتب رسالة نصية قصيرة شاهدتها ديلي مافيريك قال فيها" "شيء ما ليس صحيحاً هنا، ما زلت مع كثير من رجال الشرطة نصادف في طريقنا العديد من اللوحات منها ما كتب عليه بيلابيلا وبولوكواني وأخرى كتب عليها أهلاً بكم في ليمبوبو"، كان ذلك قبل الساعة الثامنة من مساء يوم الأحد.
شرعت الشرطة في تجريد آرثر من ثيابه وتعذيبه ثم رُمي بالقرب من نهر ليمبوبو في ثوهوياندو.
هذه الادعاءات وكثير غيرها أدلى بها الطلاب وقادتهم الذين كانوا يصرون على أن الشرطة كانت تستهدف القادة وتتعمد إخافتهم لتهدئة الاحتجاجات بينما أنكرت الشرطة جميع هذه المزاعم.
شكلت الوحشية موضوعاً مهماً للنقاش إذ انقسم الرأي العام فالبعض اعتبر أن عنف الطلاب غير المبرر هو ما أعطى الشرطة الحق في استخدام القوة ومنهم من ألقى اللوم على الشرطة فهم من استخدموا القوة مع الطلاب دون الحاجة إليها ما سبب رد الطلاب عليهم بالعنف والتخريب.

## العنف الطلابي
سُجلت حوادث لعنف الطلاب ضد حراس الأمن خلال الاحتجاجات زُعم فيها بأنهم تعرضوا للضرب حتى قيل إن أحد الطلاب المحتجين ألقى بالحجارة على رأس أحد الحراس ما أدى إلى دخوله المستشفى، وقد توفيّ عامل في جامعة ويتوترسراند نتيجة نوبة ربو تعرض لها بعد أن جرى تفجير أسطوانات إطفاء الحريق من قبل الطلاب في الحرم الجامعي، كذلك جرى الحديث عن حالات تخويف وترهيب للموظفين والطلاب غير المشاركين في هذه الاحتجاجات.